# Stephan Kunz
Pour les articles homonymes, voir Kunz.
Stephan Kunz (né le 31 janvier 1972 à Vaduz) est un fondeur liechtensteinois.

## Carrière
Il fait ses débuts en Coupe du monde en décembre 1993 à Davos et attend décembre 1999 pour monter sur ses premiers podiums. En deux jours, à Sappada il obtient une deuxième place sur un quinze kilomètres et une troisième place sur un dix kilomètres. Il réussit un troisième podium à Moscou un mois plus tard sur un trente kilomètres. Il se place au septième rang du classement général de la Coupe du monde cet hiver. Il prend sa retraite sportive en 2003.

## Palmarès

### Jeux olympiques d'hiver
- 3 participations : 1994, 1998 et 2002.
- Meilleur résultat : 14e au 30 km des Jeux de Nagano en 1998.

### Championnats du monde
- 5 participations de 1995 à 2003.
- Meilleur résultat : 14e au 15 km classique lors des Championnats du monde 2003 à Val di Fiemme.

### Coupe du monde
- Meilleur classement général : 7e en 2000.
- 3 podiums individuels.